# Redefinição de fábrica
Uma redefinição de fábrica, também conhecida como reinicialização total (em inglês:  hard reset) ou reinicialização mestre (em inglês:  master reset), é uma restauração de software de um dispositivo eletrônico ao seu estado original do sistema, apagando todos os dados, configurações e aplicativos que estavam armazenados anteriormente. Isso geralmente é feito para corrigir um problema no dispositivo, mas também pode ser feito para restaura-lo às suas configurações originais.
A redefinição de fábrica é essencialmente o mesmo conceito de reformatar um disco rígido. Aplicativos pré-instalados e dados no cartão de armazenamento (como um cartão microSD) não serão apagados.[carece de fontes?]
As redefinições de fábrica podem corrigir muitos problemas crônicos de desempenho (por exemplo, congelamento), mas não removem o sistema operacional do dispositivo. As redefinições de fábrica também podem ser feitas como preparo do dispositivo para venda, reforma, descarte, reciclagem, doação ou outras transferências de propriedade, removendo dados pessoais e configurações associadas ao proprietário anterior.
As redefinições de fábrica podem ser feitas de várias maneiras, dependendo do dispositivo eletrônico. Para alguns dispositivos, isso pode ser feito acessando o Menu de Serviço do dispositivo. Outros dispositivos podem exigir uma reinstalação completa do software. A seção a seguir lista alguns dispositivos eletrônicos comuns e como eles podem ser redefinidos para as configurações de fábrica.[carece de fontes?]
As redefinições de fábrica do computador restaurarão o computador às configurações originais do sistema operacional e excluirá todos os dados do usuário armazenados no computador. Microsoft Windows 8, Windows 10 e Windows 11, e Apple macOS têm opções para isso.[carece de fontes?]
Em dispositivos Android, há uma opção de redefinição de dados de fábrica em Configurações que aparecerá para apagar todos os dados do dispositivo e redefinir todas as suas configurações. Este método é normalmente usado quando o dispositivo tem um problema técnico que não pode ser corrigido usando outros métodos, ou quando o proprietário deseja remover todos os seus dados pessoais antes de vender, doar, devolver ou descartar o dispositivo. A Proteção contra redefinição de fábrica (FRP) é um recurso de segurança implementado em dispositivos Android a partir do Android 5.1 Lollipop e posteriores. Sua finalidade é impedir o acesso não autorizado a um dispositivo que foi perdido, roubado ou redefinido para as configurações de fábrica. Se o usuário não se lembrar das informações da conta do Google, métodos alternativos, como o bypass de FRP, são utilizados para desbloquear o dispositivo Android. Após realizar um estudo, a Avast informou que os dados podem ser recuperados usando um software forense bastante genérico e disponível publicamente. Em smartphones Samsung, uma operação de redefinição de fábrica não afeta o Knox Flag. Desta forma, ele não redefine o dispositivo para as configurações originais de fábrica e não é um método de retornar o dispositivo a um estado compatível com a garantia do fabricante. Os dados no cartão SIM e no cartão microSD não são apagados.[carece de fontes?]
Muitos outros dispositivos podem ser restaurados às configurações de fábrica, como televisores, unidades de GPS ou tablets.[carece de fontes?]
Muitos dispositivos eletrônicos têm um menu com ferramentas e configurações chamado menu de serviço, que normalmente inclui uma ferramenta que executa uma redefinição de fábrica. Essa ferramenta é mais comum em dispositivos com telas, como televisores e monitores de computador. Esses menus geralmente são acessados por meio de uma sequência de pressionamentos de botões.
Os cartuchos de jogos, especialmente aqueles projetados para dispositivos portáteis Nintendo que mantêm dados salvos, podem apresentar uma opção de redefinição de fábrica que pode excluir instantaneamente todos esses dados do cartucho, iniciada pela seleção de uma configuração específica em um menu de opções ou pela inserção de uma combinação específica de botões durante a inicialização.